# Filip Balaj
Filip Balaj (ur. 2 sierpnia 1997 w Zlatych Moravcach) – słowacki piłkarz, występujący na pozycji napastnika w słowackim klubie ViOn Zlaté Moravce. 

## Kariera klubowa
Wychowanek TJ AC NOVAN Nová Ves nad Žitavou i FC Nitra. W swojej karierze grał także w FC Nitra, MŠK Žilina i ViOn Zlaté Moravce, z którego w 2021 trafił do polskiej Cracovii. 13 stycznia 2023 został wypożyczony na pół roku do czeskiego klubu Fastav Zlín.

## Kariera reprezentacyjna
Młodzieżowy reprezentant Słowacji.